# Lago di Nicito
Il lago di Nìcito era un lago appena fuori le mura di Catania, formatosi a seguito di un'antica eruzione vulcanica dell'Etna e scomparso sempre a causa dello stesso tipo di calamità, poiché sepolto dalla colata lavica durante l'Eruzione dell'Etna del 1669.

## Storia
L'eruzione del 406 a.C. (o 496 d.C.) raggiunse la periferia in quello che all'epoca era il nord della città di Catania e tagliò il corso del fiume Amenano, ostruendolo: il lago che si formò aveva una circonferenza di circa 6 chilometri ed una profondità di oltre 15 metri; esso aveva inizio nei pressi dell'attuale Piazza Santa Maria di Gesù ed era alimentato dalle varie correnti d'acqua che affluivano da più parti, tra cui il fiume Amenano stesso: circondato da alberi e campagne, costituiva un luogo ameno, infatti intorno ad esso sorsero pure delle ville.
Di fronte al lago, nel 1556, il viceré di Sicilia Juan de Vega fece erigere il Bastione degli Infetti, all'Antico Corso, che si aggiunse agli altri baluardi difensivi sul lato settentrionale della città.
Il lago esistette fino a quando una delle più disastrose eruzioni vulcaniche dell'Etna avvenute in epoca storica, quella del 1669, produsse una colata lavica che, dopo aver distrutto diversi paesi dell'hinterland catanese, si diresse verso la città, lo colmò nel giro di poche ore e riempì la valle in cui esso insisteva, cancellandolo dalla mappa geografica. 
Il nome del lago, Nìcito, sembra sia una derivazione dal greco antico ἀνίκητος (ănī́kētos), cioè "invitto". Sul lago si svolgevano anche delle regate navali.
L'unica testimonianza del lago attualmente esistente è nella toponomastica, ovvero la via omonima, che col proprio tragitto nord-sud collega piazza Santa Maria di Gesù, la quale ha ancora più a nord il quartiere omonimo, con la Via del Plebiscito alta, cioè con l'Antico Corso (Anticu cursu), separando i rioni di La Mecca e Petriera (Pitrera), che sono ad ovest di tale via, da Gurna di Anicito - Mausoleo Circolare e San Domenico (santu Mìnicu) o Santa Maria la Grande, che sono invece ad est di questa strada.